# Emil Jannings
Emil Jannings, rodným jménem Theodor Friedrich Emil Janenz (23. července 1884, Rorschach, Švýcarsko – 2. ledna 1950, Strobl, Rakousko), byl německý herec švýcarského původu působící v Německu a krátce i v Hollywoodu na konci dvacátých let 20. století. Byl prvním umělcem, který kdy získal Oscara. Za výkony ve filmech Poslední komando a Velké pokání mu americká Akademie filmového umění a věd ve svém historicky prvním hlasování udělila cenu za nejlepší mužský herecký výkon. Jannings se prvního udílení zúčastnit nemohl a proto mu cenu předali ještě před slavnostním večerem.

## Životopis

### Počátky
Emil Jannings se narodil ve městě Rorschach ve švýcarském kantonu St. Gallen. Byl pokřtěn jako Theodor Friedrich Emil Janenz a byl to syn rusko-německé matky židovského původu a amerického otce. V šestnácti letech odešel z domova, aby dva roky působil jako námořník. Pak se vrátil do Görlitzu, kam se jeho rodina přestěhovala. Začal působit v místním divadle, později hrával v Brémách a v Lipsku.

### Kariéra
Divadelní kariéru rozvíjel jako součást souboru Maxe Reinhardta v Berlíně. Ve filmu se objevil již v roce 1919, kdy hrál v Madame DuBarry režiséra Ernsta Lubitsche. Přelomovým snímkem se pro Janningse stal film Poslední štace z roku 1924, který režíroval Friedrich W. Murnau. Jannings v něm ztvárnil stárnoucího hotelového portýra, který je již na pokraji svých sil. Ředitel ho proto přeřadí na místo uklízeče toalet. S novou životní etapou se snaží vyrovnat po svém. Jannings pak s Murnauem spolupracoval ještě dvakrát.

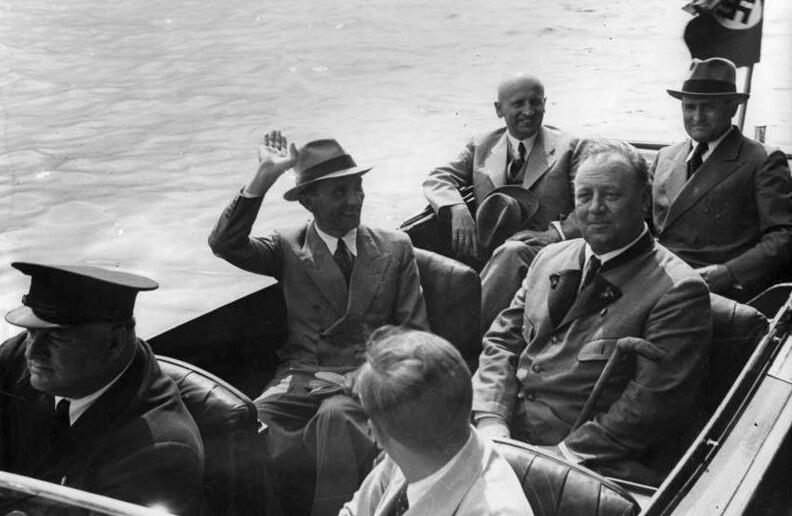
Jannings a Joseph Goebbels (na fotce vlevo)

V roce 1927 odjel do Hollywoodu na pozvání studia Paramount. Natočil pro ně pět filmů, všechny němé. Ve filmu Poslední komando ztvárnil postavu bývalého generála carské armády, jenž je osudem degradován do role hollywoodského statisty a dostává nabídku hrát ve filmu právě carského generála. Za tento výkon byl oceněn čerstvě vzniklou Cenou Akademie. Emil Jannings byl vůbec prvním člověkem oceněným Oscarem. Jelikož se prvního udílení v květnu 1929 nemohl účastnit, Akademici mu ocenění udělili měsíc dopředu. Jannings tuto cenu získal i za výkon ve filmu Velké pokání z roku 1927. Jannings natočil v Los Angeles pět snímků, všechny byly němé a všechny pro studio Paramount. Do dnešní doby se nepoškozené zachovalo pouze Poslední komando. Z filmů Patriot a Velké pokání se zachovaly pouze částečné fragmenty. Zbylé dva filmy, Street of Sin a Popeleční středa, jsou považované za ztracené úplně. Po hollywoodském úspěchu se vrátil zpět do Německa. Jeho hrubému hlasu s německým akcentem nebylo jednoduché rozumět a tak po vzniku zvukového filmu opustil USA, aby působil v Evropě. S režisérem Josefem von Sternbergem natočil dramatický film Modrý anděl, ve kterém si zahrál po boku Marlene Dietrich.

### Návrat do Německa
Po návratu do Německa a po vzniku Třetí říše se Jannings věnoval filmům i nadále, byť to byly filmy podporující a propagující nacistickou ideologii. Jeho spolupráce s ministrem propagandy Goebbelsem se mu stala po válce osudná a k filmu se již nedostal. Odstěhoval se do rakouského městečka Strobl, kde 2. ledna 1950 zemřel. Pohřbený je na hřbitově v St. Wolfgang im Salzkammergut. Jannings byl ženatý celkem čtyřikrát.

## Zajímavosti
- Soška Oscara, kterou Jannings v roce 1929 získal, je dodnes uchována ve Filmovém muzeu v Berlíně
- Rakouské občanství získal v roce 1947
- Od roku 1960 má na chodníku slávy v Hollywoodu hvězdu[4]
- Cena Oscar se ve svých začátcích udělovala za více hereckých výkonů v tomtéž časovém rozpětí, proto je uváděno, že Emil Jannings získal cenu za oba filmy (Poslední komando a Velké pokání). To, že film dnes již neexistuje, z něj dělá jediný snímek, který byl oceněný Oscarem za herecký výkon, a který je ztracený.[5]

## Vybraná filmografie
- Arme Eva (1914)
- Madame DuBarry (1919)
- Dcerušky pana Zajíčka (1920)
- Anna Boleynová (1920)
- Žena faraonova (1922)
- Tragédie lásky (1923)
- Poslední štace (1924)

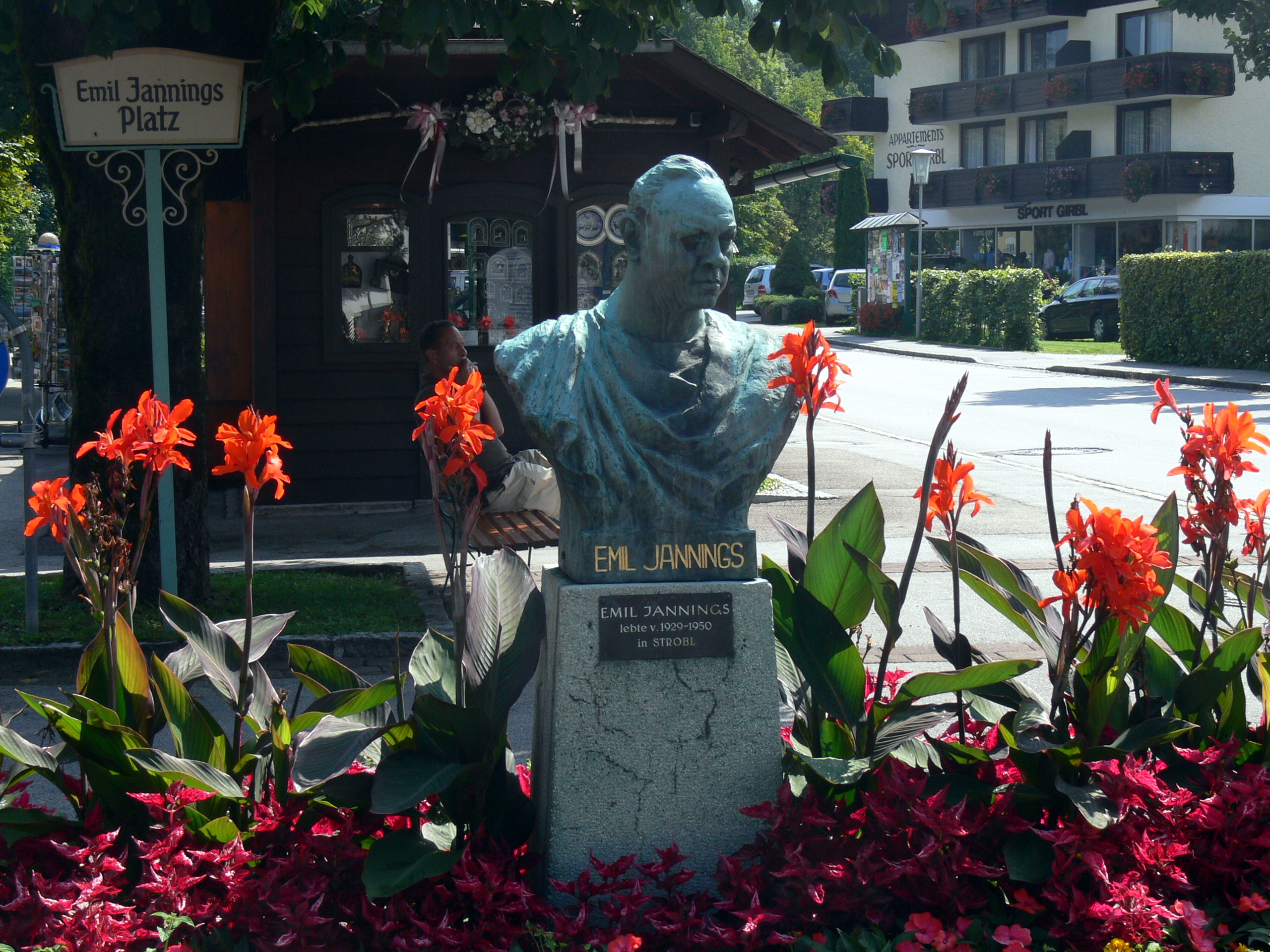
Památník Emilu Janningsovi v rakouském Stroblu

- Kabinet voskových figurín (Das Wachsfigurenkabinett, 1924) – role: Hárún al-Rašíd
- Tartuffe (1925)
- Faust (1926)
- Velké pokání (1927)
- Poslední komando (1928)

### Zvukový film
- Modrý anděl (1930)
- Dobrodružství krále Pausola (1933)
- Vládce (1937)
- Robert Koch, bojovník se smrtí (1939)
- Ohm Krüger (1941)

## Ocenění

### Oscar
- 1927 / 1928: Nejlepší herec – Poslední komando a Velké pokání (cena)

### MFF v Benátkách
- 1938: Nejlepší herec – Vládce (Volpiho pohár – cena)

## Galerie

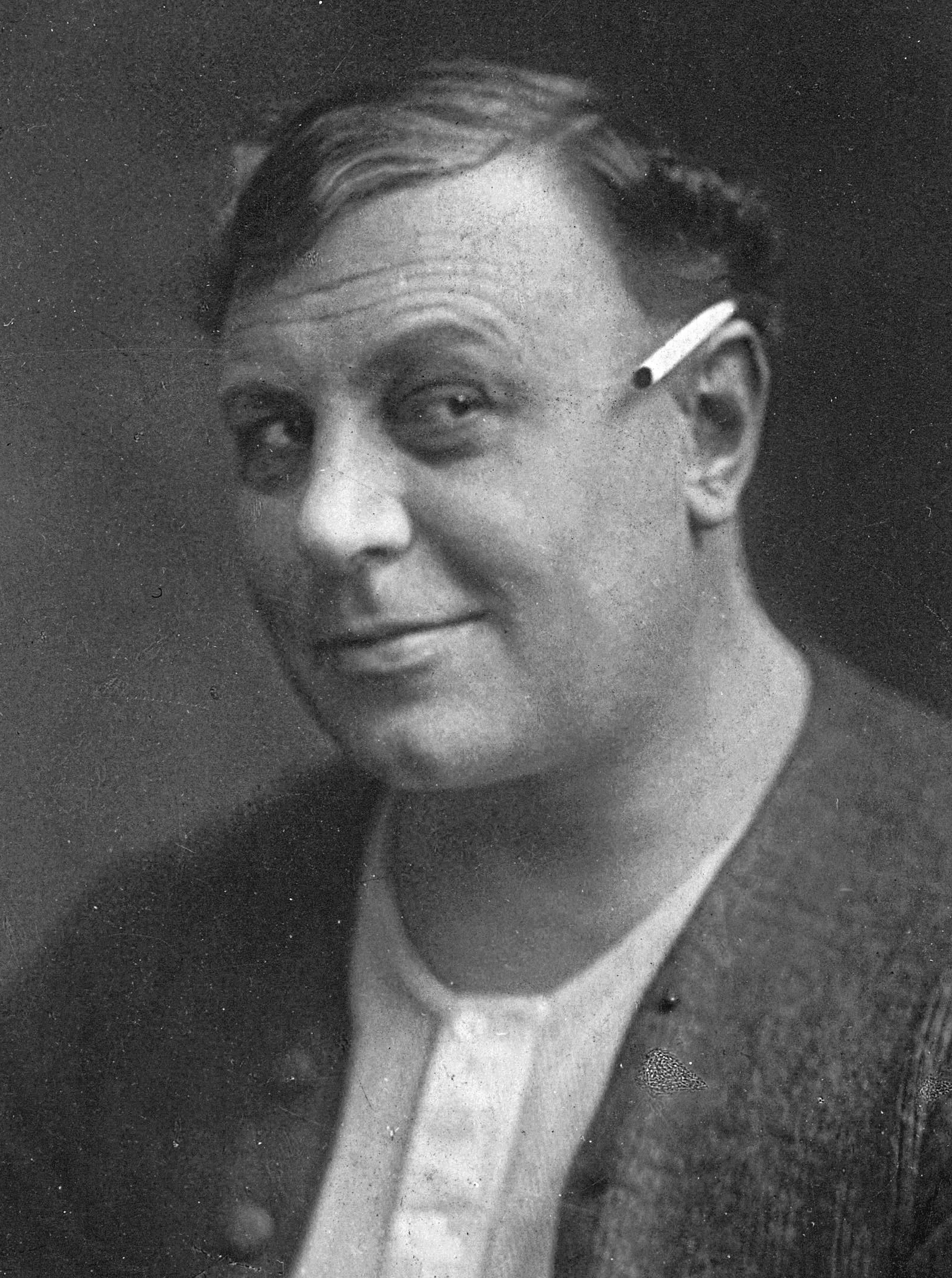
Z počátků herecké kariéry
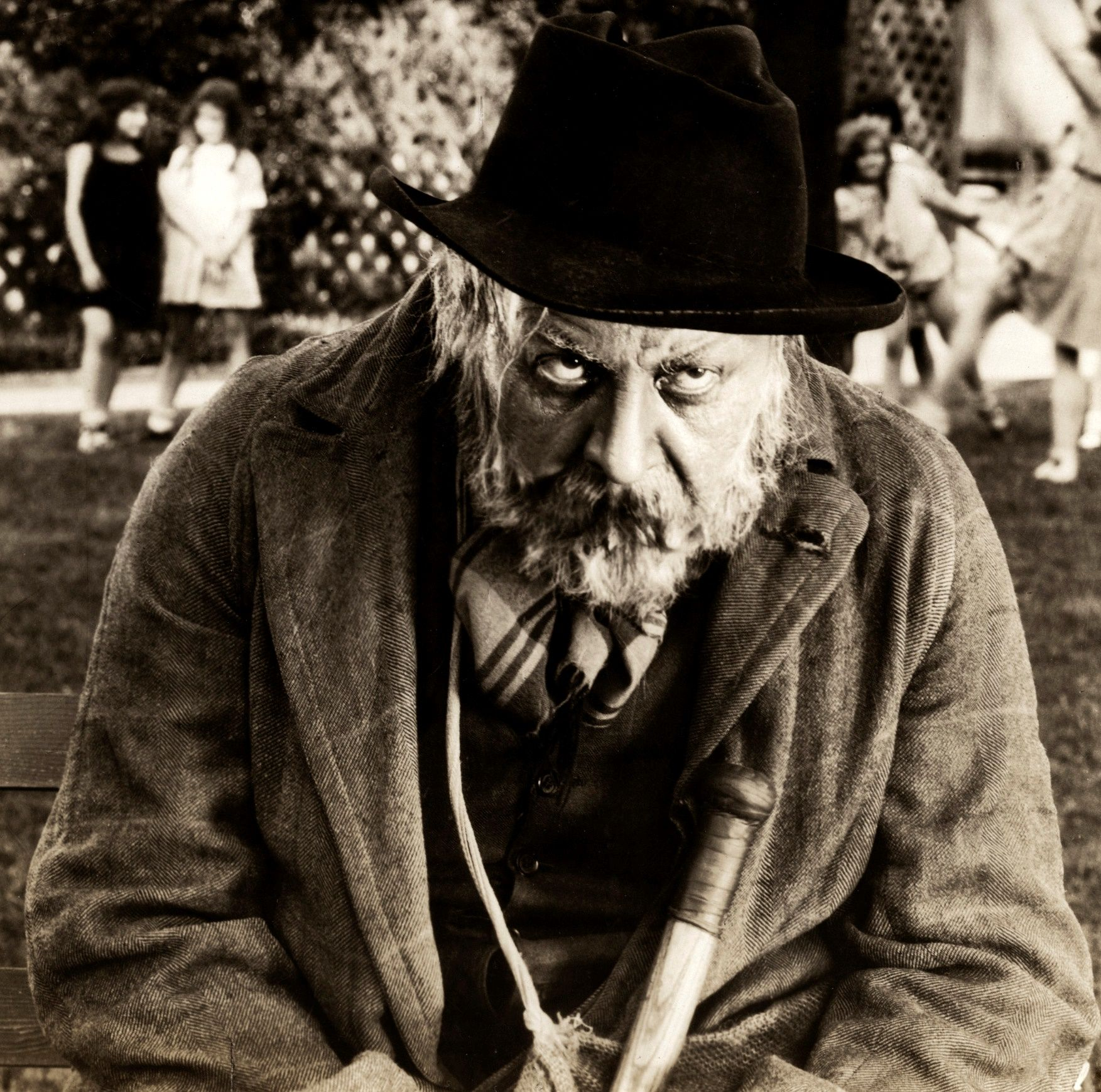
V roce 1929 ve filmu Betrayal
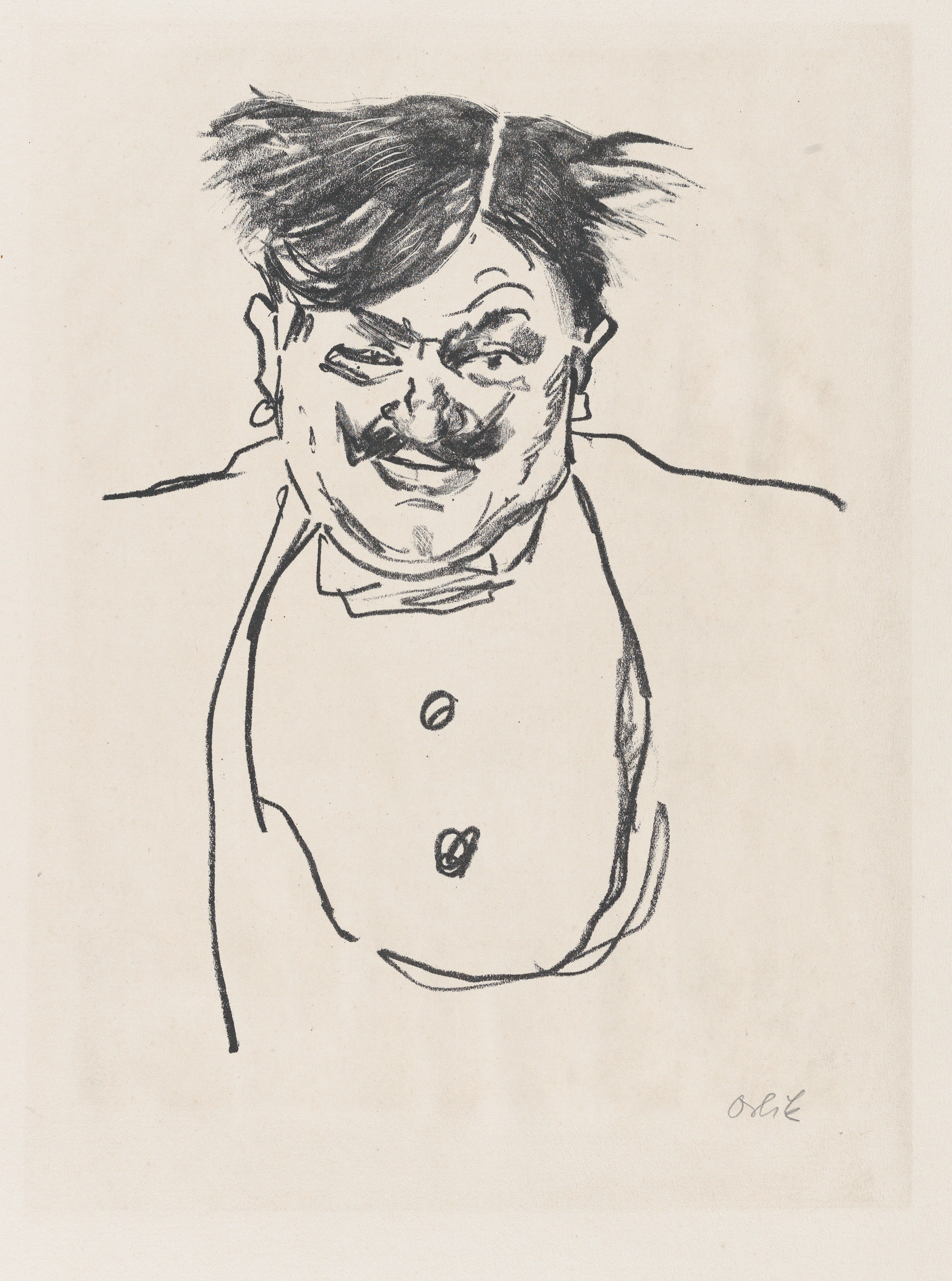
Karikatura Janningse
Ve filmu Poslední komando
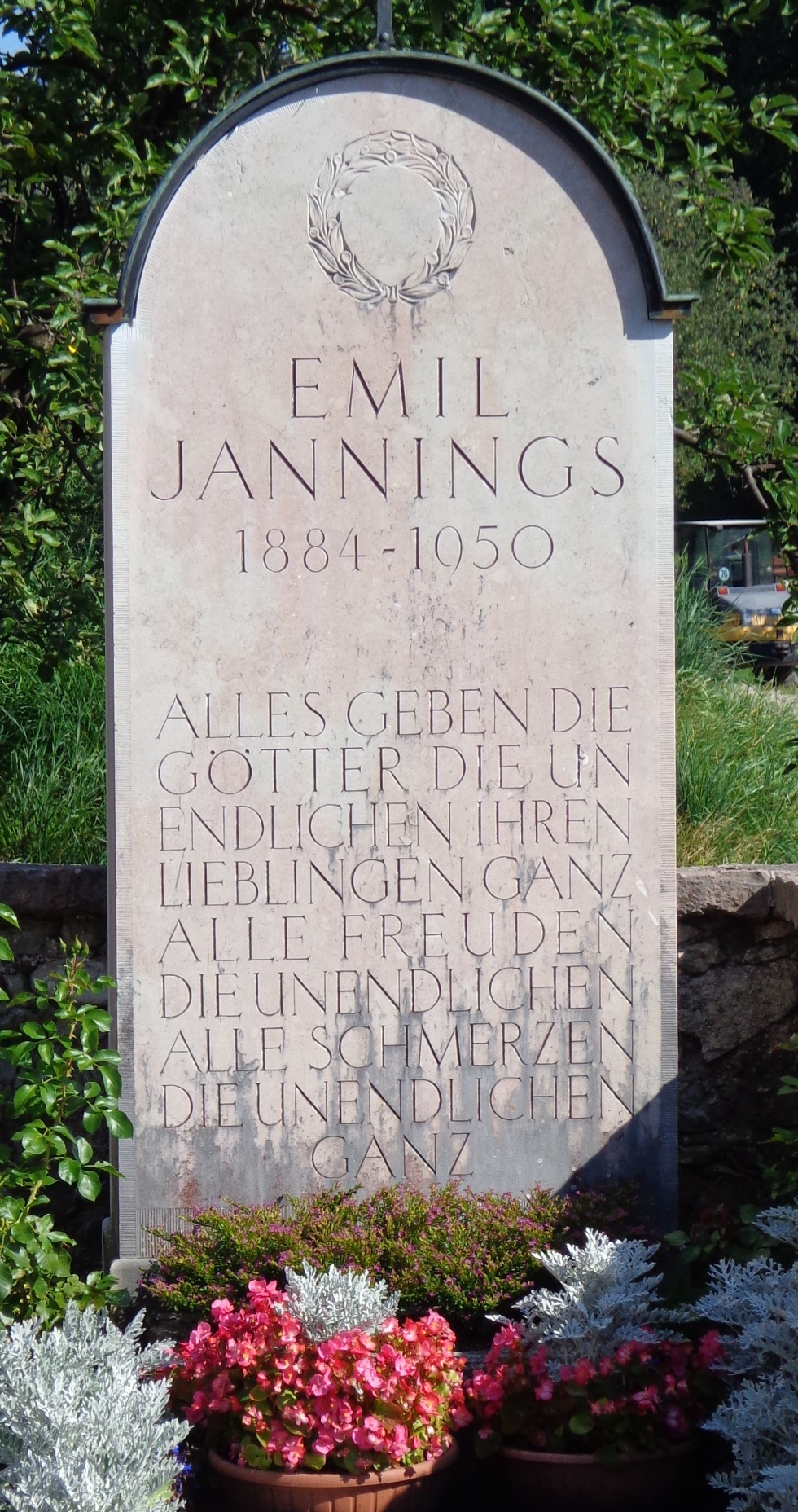
Náhrobní kámen v Salzkammergutu
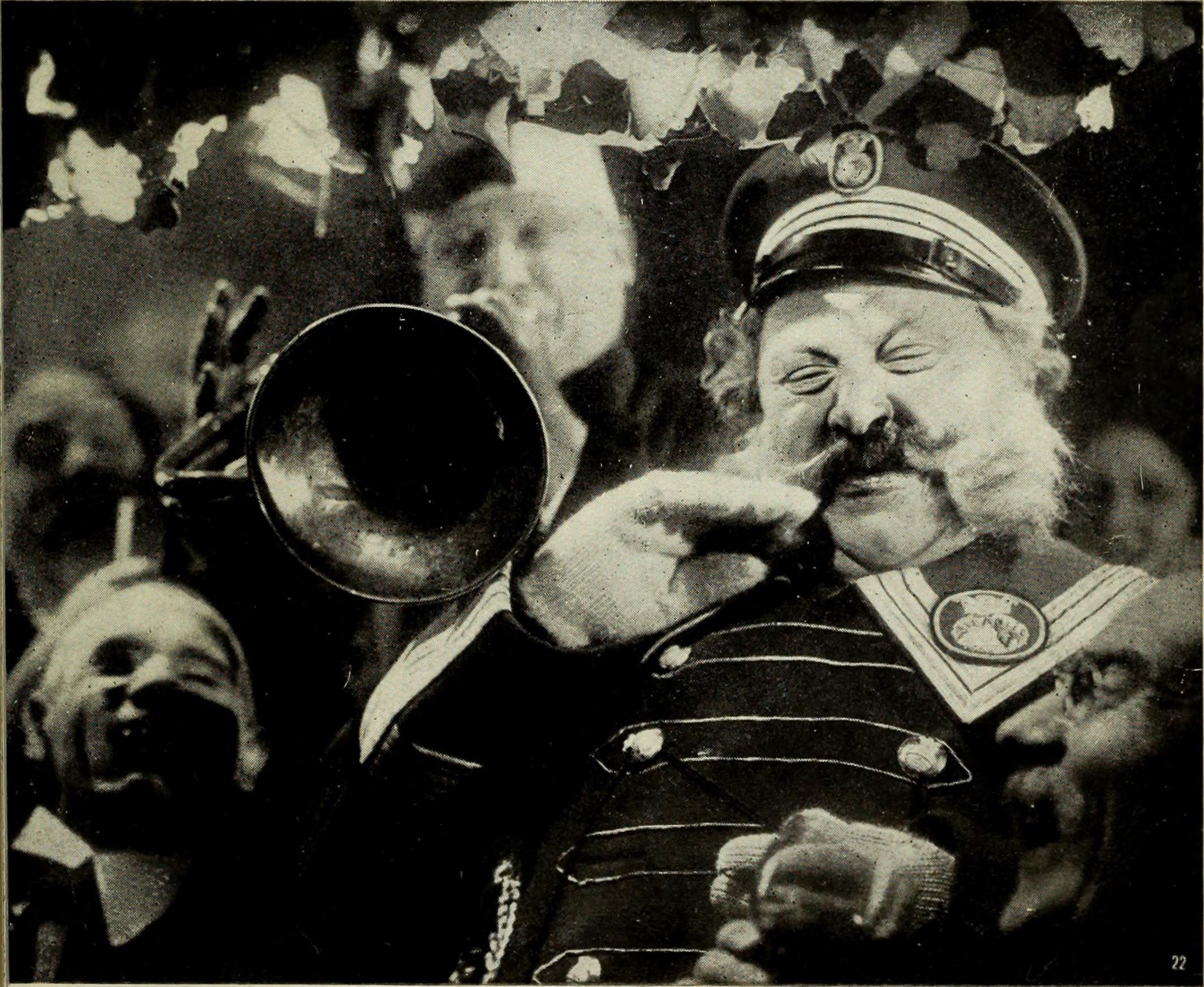
Ve filmu Poslední štace
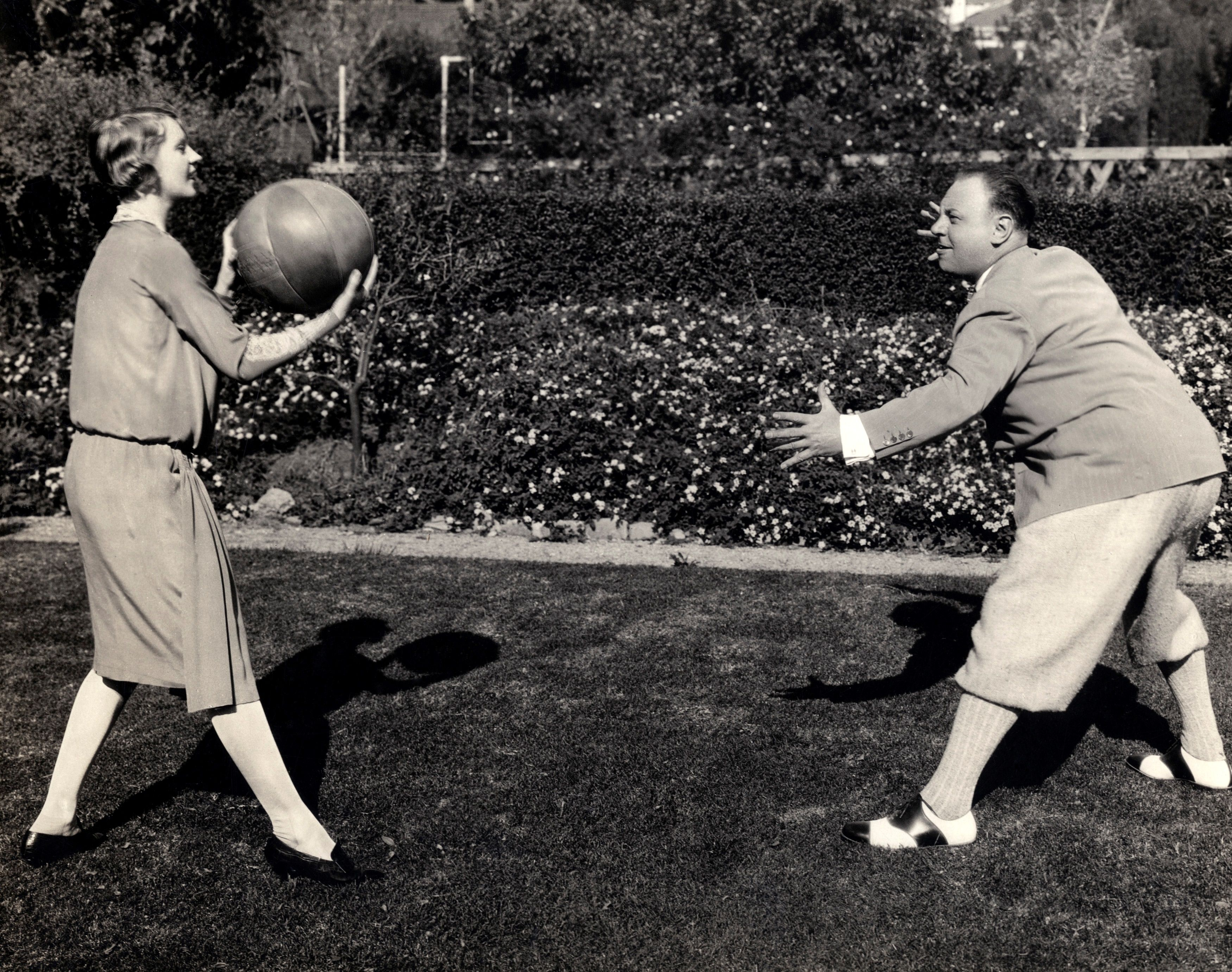
V soukromí
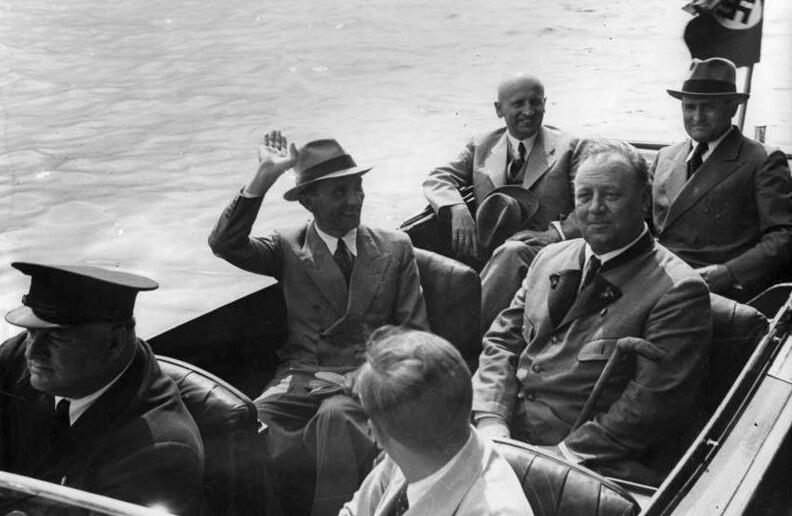
S Josephem Goebbelsem
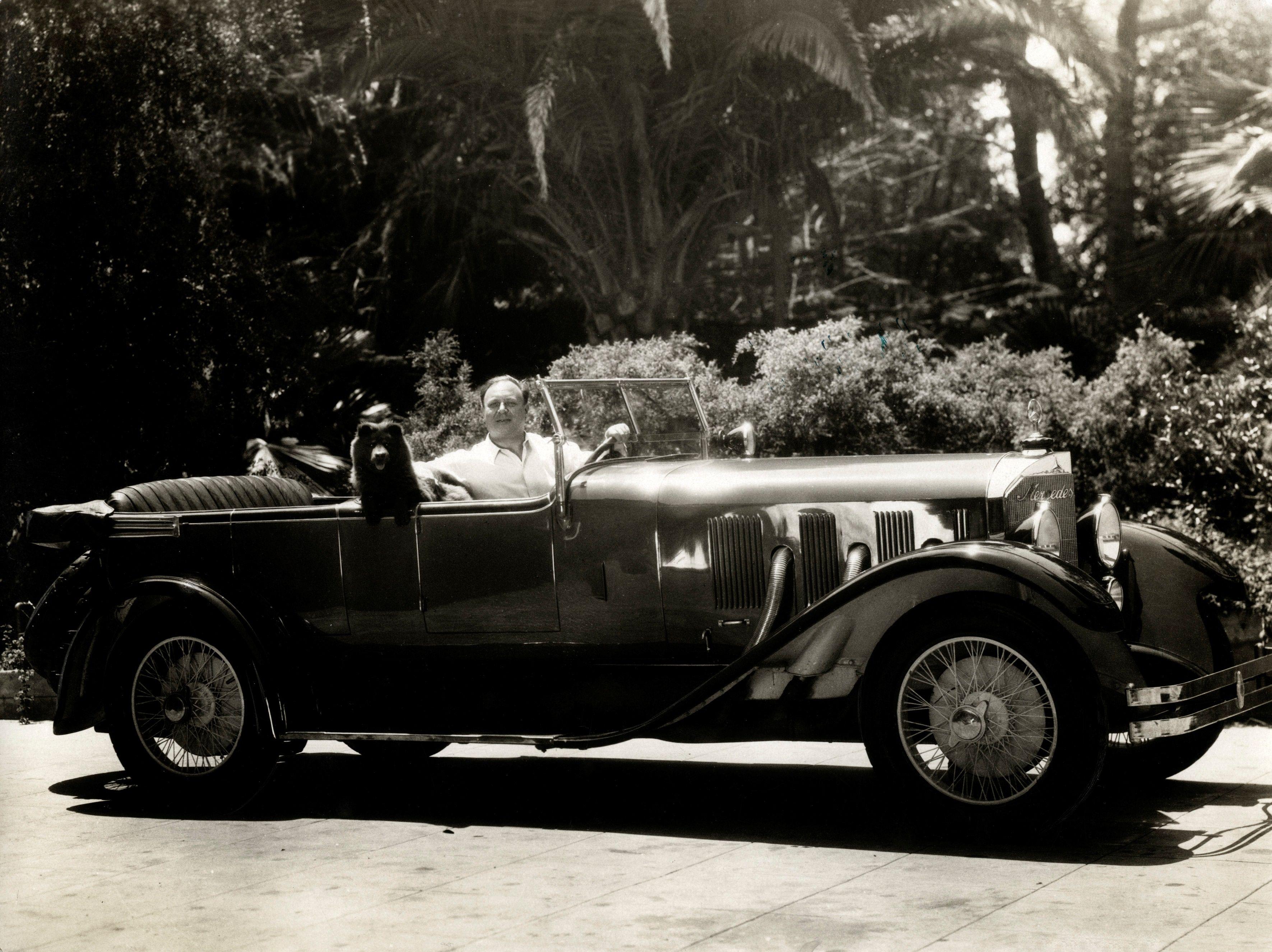
V období působení v Hollywoodu
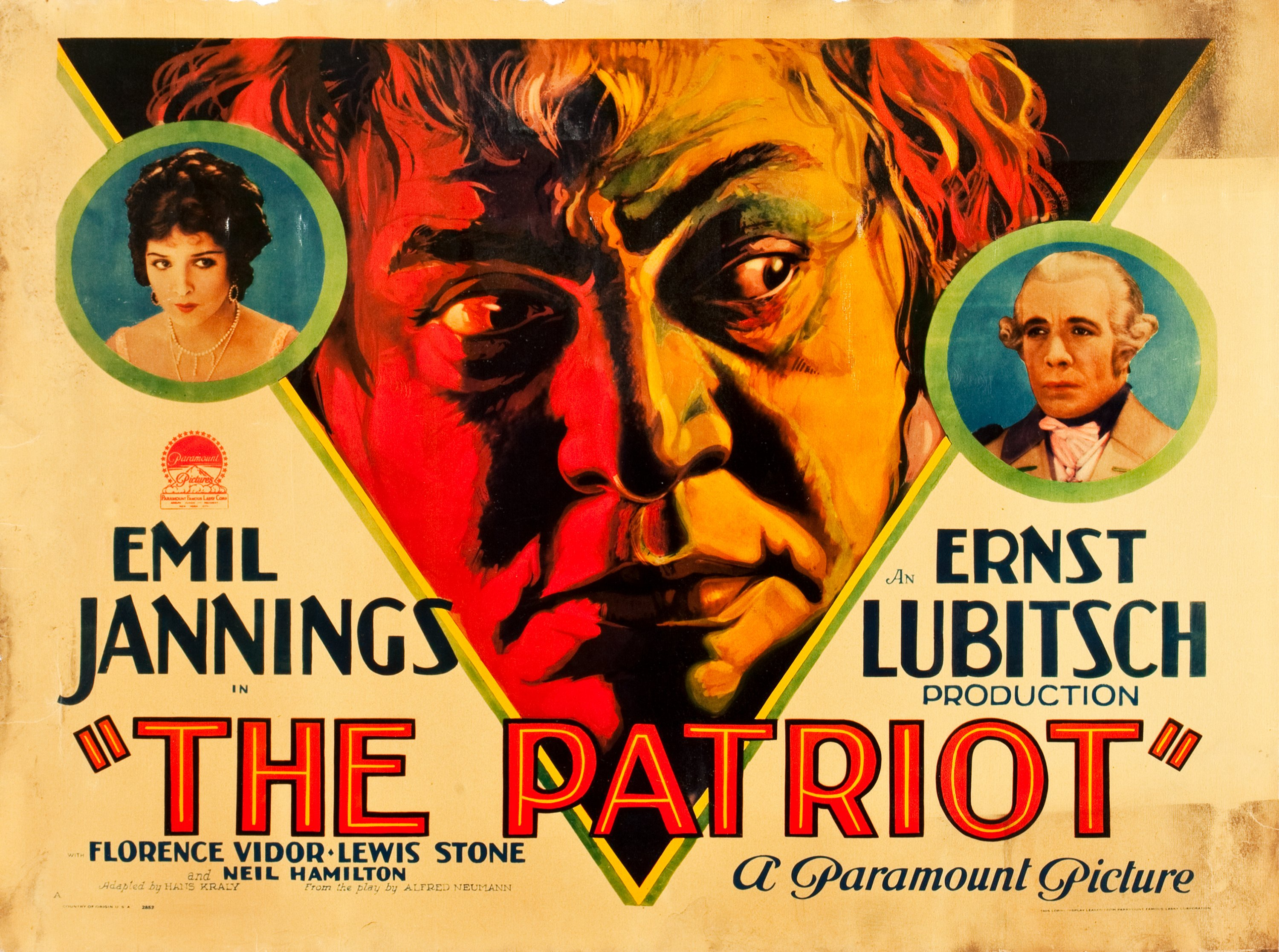
Plakát k filmu Patriot (1928)